# Double Asteroid Redirection Test
Double Asteroid Redirection Test (DART) — космічна місія NASA, завдання якої полягає у демонстрації кінетичних ефектів від спланованого зіткнення зонду-ударника з астероїдом «65803 Дідим» для розробки стратегії захисту Землі.

## Місія Double Asteroid Redirection Test
Мета місії — перевірити, чи зможе зонд-ударник успішно відхилити певне космічне тіло у разі загрози його можливого зіткнення з нашою планетою. Це ключовий тест, який необхідно здійснити до того, як виникне реальна потреба у планетарному захисті. Звісно, важливо перед тим вчасно виявити небезпеку.
Запуск зонда здійснено ракетою Falcon 9 Block 5 компанії SpaceX 24 листопада 2021 року. Зіткнення мало відбутись за розрахунками 26 вересня 2022 року.
Зіткнення DART з астероїдом відбулося 27 вересня 2022 року, о 02:16 за київським часом (23:16 UTC).
В астероїд розміром 160 метрів американський космічний зонд влучив на швидкості зіткнення 23 760 км/год. Удар змінить траєкторію польоту Діморфоса, швидкість його польоту зменшиться на 0,4 мм/c.

## Розробка зонда
DART — спільна робота Департаменту Планетарного захисту NASA і Лабораторії прикладної фізики університету Джона Гопкінса. Спочатку даний зонд розроблявся, як одна із двох місій проєкту «AIDA», однак, запланований до відправлення першим у розвідку орбітальний космічний апарат «Hera», за який відповідає ЄКА, буде запущений у 2024 році, щоб обстежити утворений від зіткнення кратер.

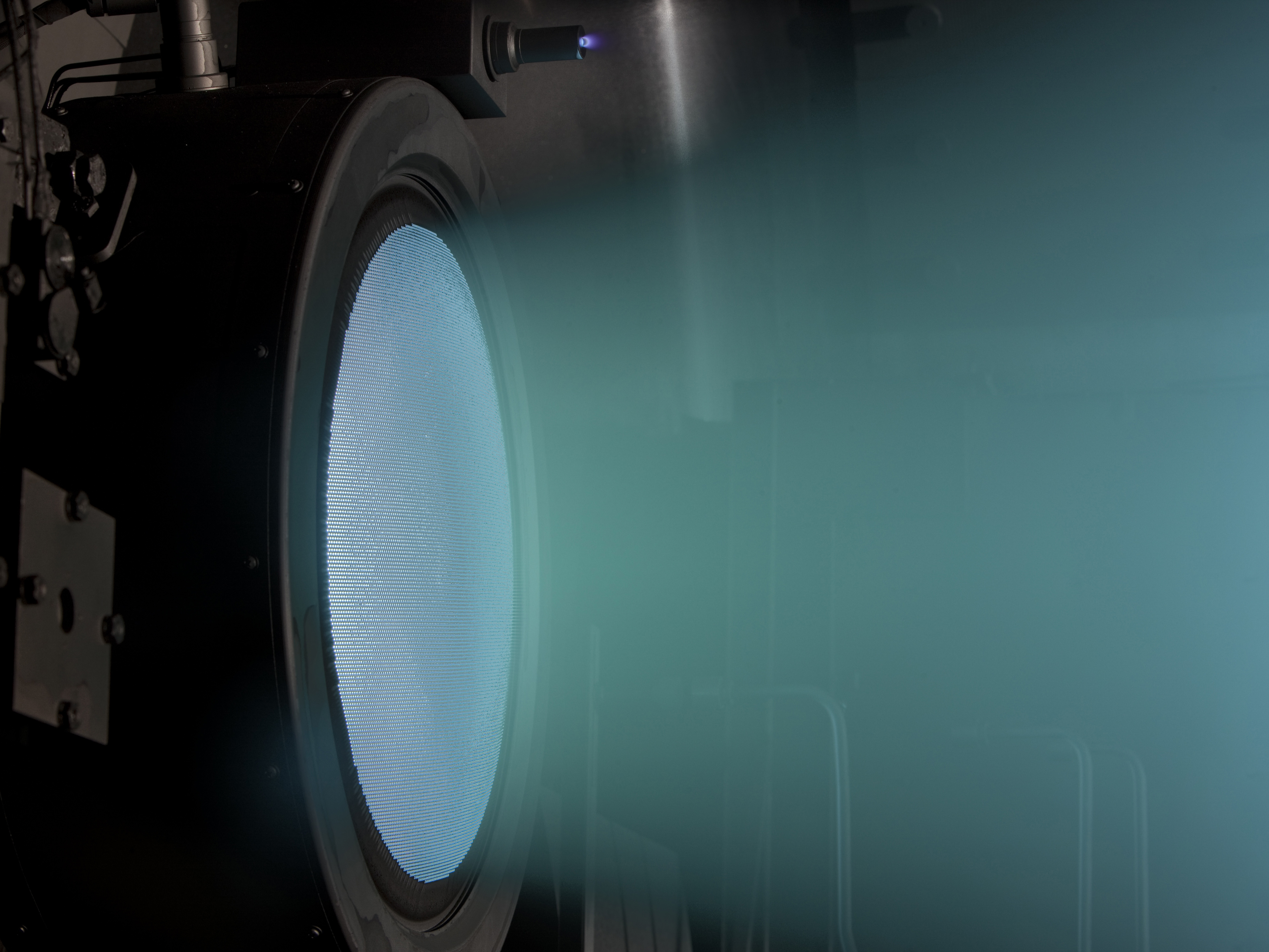
Іонний двигун NEXT

Апарат міститиме сонячний сенсор (навігаційний інструмент для визначення місцязнаходження Сонця), відстежувач зірок (оптичний пристрій для вимірювання їх позиції) та камеру із 20-сантиметровою діафрагмою. Рух зонда відбуватиметься завдяки іонному двигуну NEXT, живлення якого здійснюватиметься від сонячних батарей площею 22 м2.
Також ІКА розробляє додатковий зонд «LICIACube» — легкий італійський CubeSat розміром 6U для фотографування астероїдів. Під час перельоту він буде приєднаний до DART і відокремиться від нього за певний час до зіткнення, отримавши змогу робити світлини процесу, що цікавить вчених. Знімки відсилатимуться безпосередньо на Землю.

## Об'єкт місії

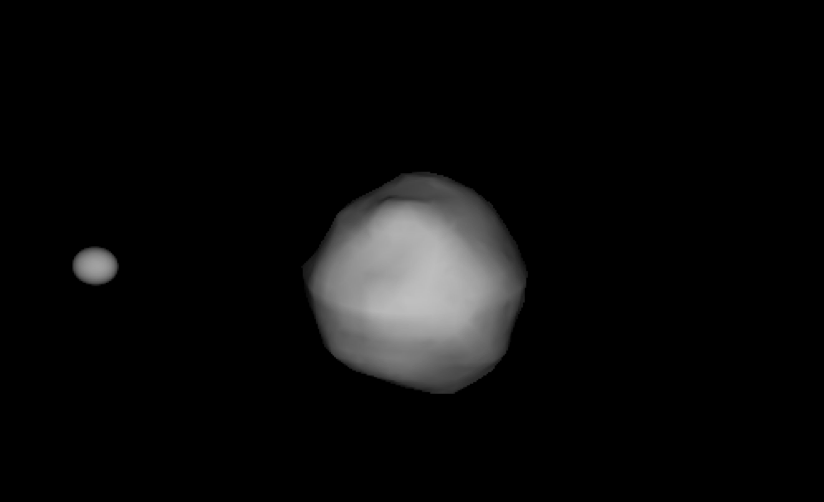
Комп'ютерна модель системи «65803 Дідим»

Дане дослідження вирішили провести на подвійному астероїді «65803 Дідим», що є системою із двох астероїдів, гравітаційно пов'язаних між собою, та які обертаються навколо спільного центру інерції. Дідим А має в діаметрі 780 м, а Дідим B (Діморфос) — 170 м. Саме останній і є об'єктом для ураження. Підраховано, що апарат вагою 500 кг, який летітиме зі швидкістю 6 км/с, здатен після зіткнення змінити орбітальну швидкість обраного космічного тіла на 0,4 мм/с, що поступово змінюватиме траєкторію руху астероїдної системи. Таким чином можна буде відвернути від Землі небезпечний об'єкт.
Траєкторія руху DART до Дідима може бути розрахована з прольотом поблизу інших астероїдів з метою фотографування їх у видимому спектрі.

## Хід місії
- Запуск апарата DART було здійснено за допомогою ракети-носія Falcon 9 з космодрому Ванденберг у ніч проти 24 листопада 2021 року. Зіткнення з астероїдом 65803 Дідим має відбутися у жовтні 2022 року[16]
- 30 грудня 2021 року було повідомлено, що апарат DART передав перші знімки астероїда Дідим[17]
- 26 вересня 2022 року, на відстані 11 млн км від Землі космічний апарат NASA DART зі швидкістю приблизно 22 530 км/год успішно врізався[18] в астероїд Діморф. Це було першою спробою людства змінити рух астероїда чи будь-якого небесного тіла та запобігти потенційному зіткненню астероїда із Землею. На момент зіткнення зазначається, що хоча удар був очевидний відразу, бо радіосигнал DART раптово припинився, знадобляться дні або тижні, щоб визначити, наскільки змінився шлях астероїда[19].

## Результати місії
Удар космічним зондом DART по астероїду Діморф виявився ефективнішим, ніж розраховували вчені. Мета місії полягала в тому, щоб скоротити орбіту Діморфа навколо "батьківського" астероїда Дідіма принаймні на 73 секунди, хоча основною метою була зміна на 10 хвилин. Перші розрахунки, виконані вченими, показали, що орбіта скоротилася на значні 32 хвилини, а саме з 11 години 55 хвилин - до 11 години 23 хвилин, - про це у NASA оголосили на пресконференції 11 жовтня 2022 року.
В липні 2023 року, космічний телескоп «Габбл» побачив 37 валунів, які від'єдналися від поверхні астероїда Діморф, якому штучно змінили орбіту тараном у ході місії DART. Загальну масу каміння, яку втратив астероїд, оцінили у 0,1 % його загальної маси. Ще до зіткнення, на поверхні Діморфа, зонд DART побачив розкидані групи валунів, які після удару розлетілися з поверхні астероїду, а пил утворив за Діморфом хвіст. З'ясувалося, що навіть через чотири місяці після тарану, частина з валунів, розміром у від 1 до 6,7 метра у діаметрі, покинула Діморф на швидкості близько кілометра на годину. Поки незрозуміло, що саме спричинило осипання — сейсмічна хвиля від удару DART, або ж валуни злетіли з кратера, який мав залишити на астероїді таран. Розібратися, звідки саме взялися валуни Діморфа, допоможе майбутня європейська місія HERA, у рамках якої на Діморф висадиться кубсат Juventas.

## Наслідки експерименту для Землі
Загальновідомо, що в результаті удару космічного зонду NASA DART, від астероїду Діморф від'єдналося 37 уламків, а деякі з яких досягають 6,7 метрів у діаметрі. Дослідження вчених з Університету Каліфорнії (США) довели, що навіть невеликі фрагменти, при попаданні на поверхню Землі, можуть спричинити серйозні наслідки. Дослідники наголосили, що навіть камінь завдовжки 4,5 метра може стати джерелом катастрофічних подій на Землі, аналогічних до руйнувань, завданих під час бомбардування Хіросіми. Виявляється, що при падінні подібних об'єктів на Землю зі швидкістю понад 20 000 кілометрів на годину вивільняється величезна кількість енергії, яка здатна призвести до значних руйнувань на планеті. На даний час, траєкторія руху уламків Діморфоса виключає можливість такого зіткнення. Тим не менш, у майбутньому таку ймовірність необхідно враховувати при плануванні місій, пов’язаних із впливом на космічні об'єкти, підсумували дослідники.
У серпні 2024 року міжнародна група дослідників опублікувала результати свого дослідження в журналі Astronomical Journal, в ході якого вчені змоделювали траєкторії руху уламків, що утворилися після удару DART. За їхніми розрахунками, деякі з цих фрагментів можуть досягти орбіти Землі. Перші уламки можуть наблизитися до нашої планети вже у 2024 році, основна їх маса очікується в період з 2024 по 2025 рік. Вчені підкреслюють, що більшість уламків згорить в атмосфері Землі, однак деякі більші фрагменти теоретично можуть досягти поверхні планети. Розміри цих уламків оцінюються від декількох сантиметрів до метра. Дослідники наголошують, що ймовірність падіння великих уламків на населені пункти дуже мала. Проте вони закликають до підвищеної уваги з боку астрономічної спільноти. За більш оптимістичними прогнозами, уламки астероїда, з яким зіткнувся апарат NASA, можуть досягти Землі та Марса протягом наступних 10 років. 

## Галерея
- Анімаційне відео DART Mission від запуску до впливу разом із відділенням LICIACube

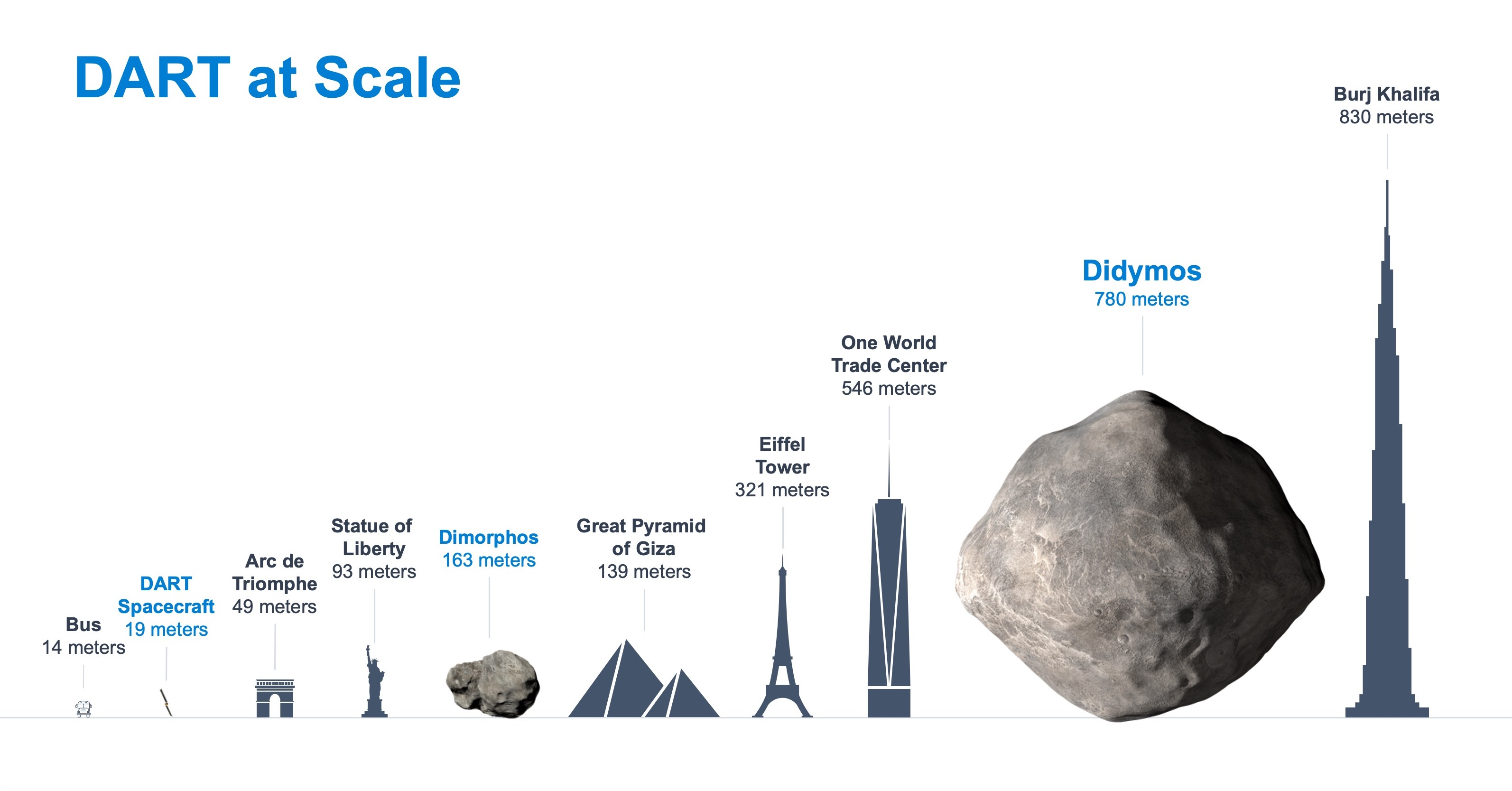
Розмір DART і двох астероїдів Didymos
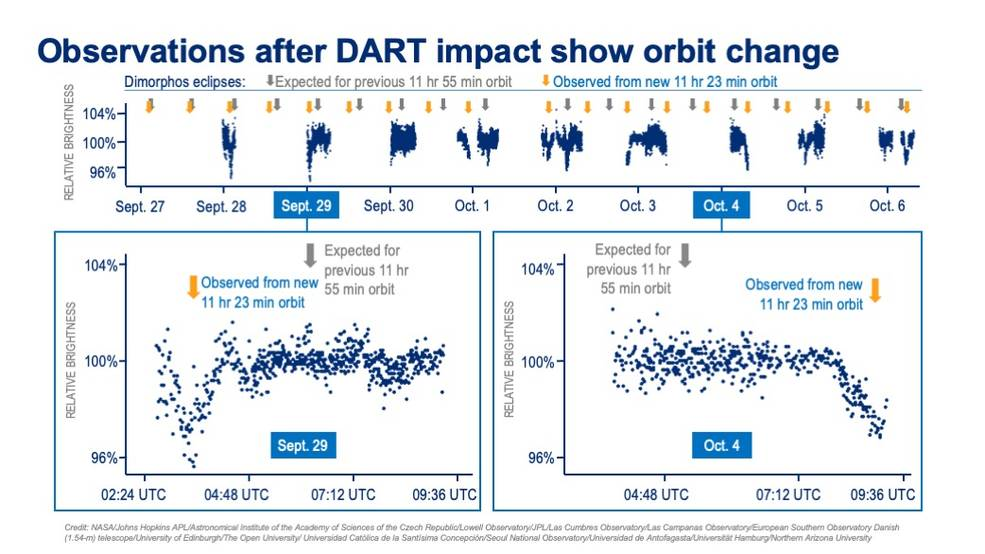
Ця діаграма пропонує розуміння даних, які команда DART використовувала для визначення орбіти Dimorphos після удару.
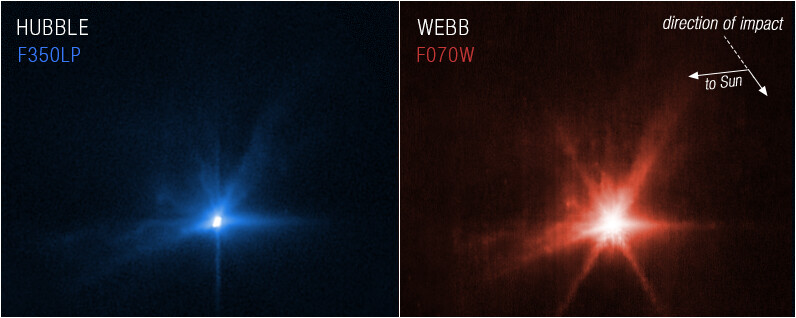
Дві великі обсерваторії, космічний телескоп NASA/ESA/CSA Джеймса Вебба та космічний телескоп NASA/ESA Hubble, зробили знімки унікального експерименту з розбиття космічного корабля на маленькому астероїді. Тест NASA на подвійне перенаправлення астероїдів (DART)[30].